# Тарас Бульба (персонаж)
Тара́с Бу́льба — вигаданий образ українського козацького ватажка, полковника Війська Запорозького. Головний герой повісті Миколи Гоголя Тарас Бульба.

## Натхнення

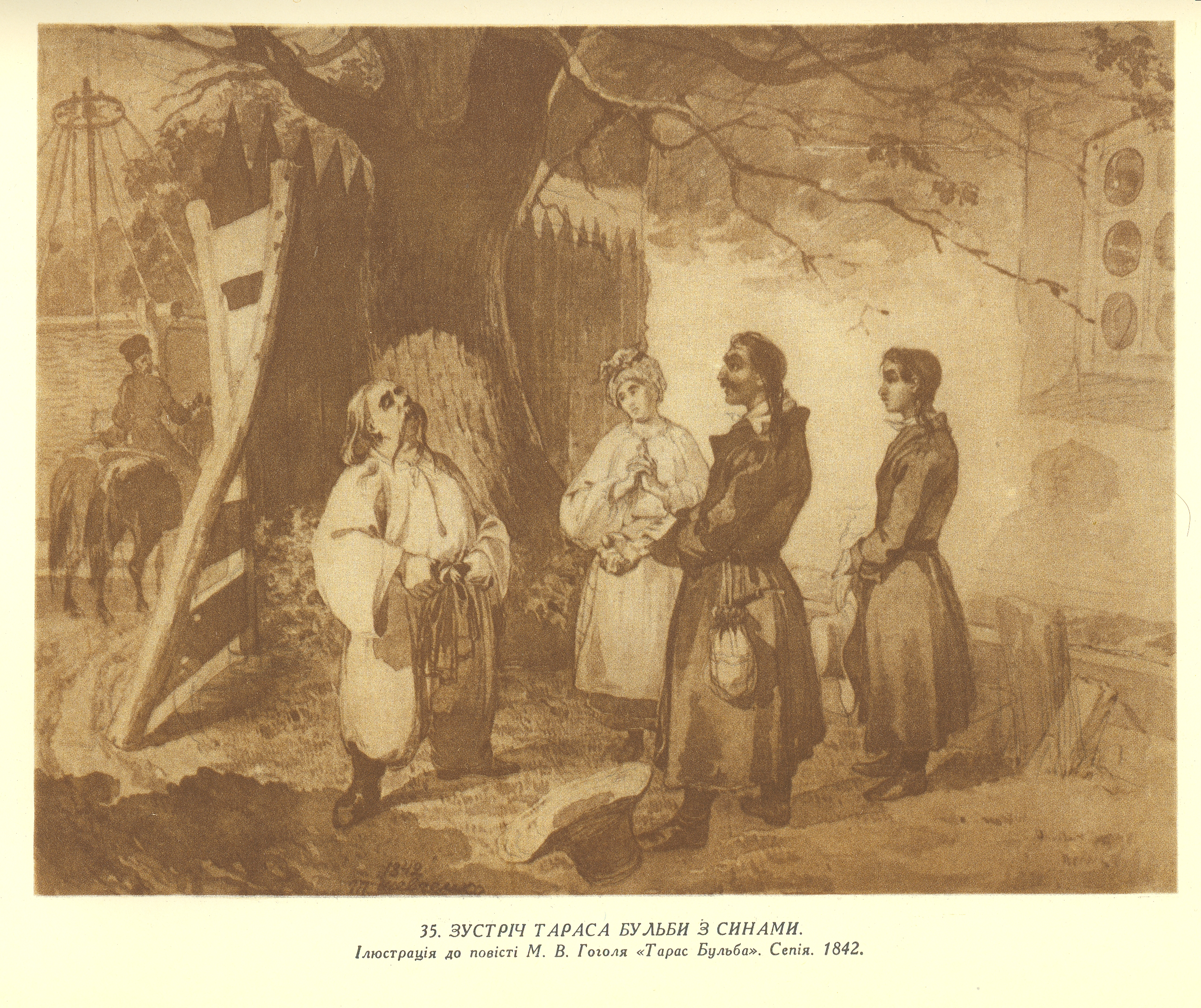
Тарас Шевченко «Зустріч Тараса Бульби з синами». Ілюстрація до повісті. 1842 рік.

Невідомо достеменно чи базується персонаж Тараса Бульби, головного протагоніста роману, на якійсь справжній історичній особі, чи він був повністю вигаданий Гоголем для твору.
Згідно з однією з версій натхненням для створення образу Тараса Бульби був його предок полковник Війська Запорозького Низового Остап Гоголь. У Остапа Гоголя було двоє синів приблизно одного віку, які навчалися у вищому навчальному закладі Львова й один з них (старший) загинув у 1671 році від рук жовнірів під час оборони Могилева, а інший невдовзі, в 1674 році перейшов на бік поляків, які перед тим вбили його брата.
Згідно з іншою теорією натхненням для створення образу Тараса Бульби був один з предків відомого українського дослідника Миклухи-Маклая — курінний отаман Війська Запорізького Низового Охрім Макуха. Дядько Миклухи-Маклая по батьковій лінії, який навчався і товаришував із Миколою Гоголем, міг зацікавити Гоголя родинними переказами про предків Миклухів-Маклаїв, й зокрема розказати про те, що у їхнього предка курінного отамана Війська Запорізького Низового Охріма Макухи було троє синів, Омелько, Назар і Хома, які воювали за визволення України з-під польської шляхти. Один з цих трьох синів Охріма Макухи, Назар, закохався у шляхетну польську панночку, перейшов на бік поляків і сховався в обложеній запорожцями фортеці. Зганьблені брати вирішили викрасти зрадника. Але на зворотному шляху натрапили на варту. Хома загинув у нерівному бою, а Омелькові з бранцем вдалося втекти. Курінний власноруч стратив сина-перевертня.
Згідно з іншою теорією натхненням для створення образу Тараса Бульби був одних з героїв українського епосу про запорозьких козаків які в певний час були союзниками поляків, як от Сава Чалий (козак, якого було страчено у 1741 році після служби полковником у приватній армії польського шляхтича, і чию страту наказав виконати його власний батько за зраду української ідеї), Павло Тетеря (гетьман Війська Запорозького, у різні роки провадив то антимосковську то антипольську політику; вмер від отруєння за загадкових обставин), Іван Барабаш (гетьман Війська Запорозького, у різні роки провадив то антимосковську то антипольську політику; за версією деяких істориків вбитий козаками за пропольську політику) тощо, про яких Гоголь мав знати з таких українських народних пісень як Про хитрість вжиту Богданом Хмельницьким супроти Барабаша, Про козака Саву, Пісня про Саву Чалого, Тетеря, Зрадник Тетеренко, Вбивство Тетеренка тощо, які якраз виходили друком у 1810-30-х роках окремими виданнями у кількох збірках різного авторства (й до збору україномовних пісень для деяких з тих збірок доклався й сам Гоголь). Зокрема мова йде про такі збірки україномовних пісень 1810-30-х років як Досвід збирання старовинних малоросійських пісень (рос. Опытъ собранія старинныхъ малороссійскихъ пѣсней), видану у 1819 році у Санкт-Петербурзі етнографістом-фольклористом Миколою Цертелєвим, Малоросійські пісні (рос. Малороссійскія пѣсни) та Українські народні пісні (рос. Украинскія народныя пѣсни), видані у 1827 та 1834 роках, відповідно, у Москві етнографістом-фольклористом Михайлом Максимовичем, Запорозька старезність (рос. Запорожская старина), видану у 1833 році у Харкові етнографістом-фольклористом Ізмаїлом Срезневським, та Малоросійські та червоноруські народні думи й пісні (рос. Малороссійскія и червонорусскія народныя думы и пѣсни), видану у 1836 році у Санкт-Петербурзі етнографістом-фольклористом Платоном Лукашевичем.